# Каммин (Нойбранденбург)
Каммин (нем. Cammin, название происходит от славянского «камень») — коммуна в Германии, в земле Мекленбург-Передняя Померания.
Входит в состав района Мекленбург-Штрелиц. Подчиняется управлению Штаргардер Ланд. Население составляет 313 человек (на 31 декабря 2010 года). Занимает площадь 14,87 км².
Каммин впервые упоминается в документах в 1170 году как «Kamino». 